# Ковалёв, Пётр Семёнович
Пётр Семёнович Ковалёв (1922 — 3 февраля 1945) — Герой Советского Союза, участник Великой Отечественной войны, командир стрелкового взвода, уроженец Данковского района Липецкой области.

## Биография
Пётр Семёнович Ковалёв родился в 1922 году в селе Измайловка ныне Данковского района Липецкой области.
С июля 1941 года в Красной Армии. Участник Великой Отечественной войны с августа 1943 года. 16 апреля 1944 награждён медалью «За отвагу». 
В ночь с 4 на 5 декабря 1944 года во время форсирования Дуная заменил погибшего командира взвода. На середине реки понтон стал тонуть. Ковалёв бросился в ледяную воду, вплавь достиг правого берега и ринулся к вражеским траншеям, увлекая за собой бойцов. В рукопашной схватке Пётр Семёнович лично уничтожил 15 фашистов и забросал гранатами 4 пулемёта.
Пётр Ковалёв погиб в боях за Будапешт 3 февраля 1945 года. 24 марта 1945 ему посмертно было присвоено звание Героя Советского Союза.

## Память
- 5 мая 1965 года Центральная улица в Липецке была переименована в улицу Ковалёва.